# Hípaso de Metaponto
Hípaso de Metaponto (en griego antiguo: Ἵππασος Μεταποντῖνος Híppasos Metapontînos) fue un matemático, teórico de la música y filósofo presocrático, miembro de la Escuela pitagórica.
Se encuentra entre los más renombrados de los pitagóricos de la época más temprana. Se le atribuyen tres importantes descubrimientos: La construcción de un dodecaedro inscrito en una esfera, el descubrimiento de la inconmensurabilidad y la determinación de las relaciones numéricas de las consonancias básicas a través de experimentos de sonido.

## Vida
Nació en torno al año 500 a. C en Metaponto, ciudad griega de la Magna Grecia situada en el Golfo de Tarento, al sur de la Italia actual. En su momento, sintió mucha admiración por Pitágoras, a quien llamaba «el gran hombre». Dentro de los pitagóricos, se crearon dos grupos: el de los matemáticos, que eran los que realmente conocían la doctrina pitagórica, y eran dirigidos por Pitágoras, y el grupo de los acusmáticos, que solo conocían los rudimentos de la doctrina, y eran dirigidos por el propio Hípaso.
A Hípaso se le adjudica la construcción de un dodecaedro como aproximación a una esfera y el descubrimiento de la inconmensurabilidad de los números irracionales.
Se cree también que Hípaso fue maestro de Heráclito de Éfeso, y como este, pensaba que el arché o principio de todas las cosas, era el fuego, metáfora del cambio, a diferencia de los pitagóricos, que situaban el principio de todo en los números. Además de los trabajos sobre matemáticas —que incluyen el descubrimiento de que la raíz cuadrada de dos era un número irracional—, hizo estudios sobre acústica y resonancia, pero pocos de sus trabajos originales han llegado hasta nuestros días, aunque se tiene constancia de experimentos suyos con discos de bronce del mismo diámetro, pero de diferente grosor (el grosor del primero era un tercio mayor que el del segundo, una vez y media mayor que el del tercero, y el doble que el del cuarto disco), que al ser golpeados sonaban con cierta armonía.
Se cree que fue él quien probó la existencia de los números irracionales, en un momento en el que los pitagóricos pensaban que los números racionales podían describir toda la geometría del mundo. Hípaso de Metaponto habría roto la regla de silencio de los pitagóricos revelando al mundo la existencia de estos nuevos números. Eso habría hecho que estos lo expulsaran de la escuela y erigieran una tumba con su nombre, mostrando así que para ellos, él estaba muerto.
Los documentos de la época dan versiones diferentes de su final. Parece ser que murió en un naufragio en circunstancias misteriosas; algunos dicen que se suicidó como autocastigo, dejando así libertad a su alma para ir a buscar la purificación en otro cuerpo; otros afirman que un grupo de pitagóricos lo mataron. Sin embargo hay una versión que cuenta que fue el mismo Pitágoras quien lo arrojó por la borda de la embarcación ante la frustración y vergüenza de no poder demostrar ante sus aprendices, que lo que expresaba su discípulo, que era tenido por sus pares de la escuela como una especie de «hereje librepensador» estaba equivocado. El prejuicio de que los acusmáticos, de quienes Hípaso era maestro (y por ello, en cierta forma, rival de la autoridad de Pitágoras), solo eran rudimentarios matemáticos, fue más fuerte que la propia demostración matemática que esbozó Hípaso frente a su maestro Pitágoras.[cita requerida]

## Curiosidades
El personaje de Hípaso de Metaponto aparece en el cortometraje «La proporción Áurea», que trata sobre los orígenes y la presencia del número irracional Φ (fi) en nuestro entorno. Hípaso es la faceta humorística del corto.